# خط صینی

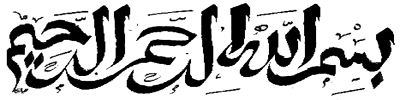
نمونهٔ خط سینی

خط سینی یا صینی به نوعی از خوشنویسی اسلامی که در چین مرسوم است گفته می‌شود. گاهی نیز «خوشنویسی چینی-اسلامی» گفته می‌شود که منظور تغییر در ضخامت و باریکی خط است. این خط معمولاً در مساجد شرق چین به‌کار می‌رود. از معروف‌ترین خوشنویسان این خط، نور دین می گوانگ‌جیانگ است.

## ویژگی‌ها
در این خط، معمولاً واژگان به‌صورت خمیده و گرد با جریان نوشته می‌شوند و کلفتی و نازکی را برای زیباتر کردن آنها به‌کار می‌برند. از این خوشنویسی در نوشتن نام مساجد در ورودی اصلی مساجد استفاده می‌کنند. برای نحوهٔ نوشتن و ویژگی‌های آن تاکنون ساختاری رسمی بیان نشده‌است. می‌توان آغاز شکل‌گیری آن را به دوره‌هایی نسبت داد که خط ثلث به‌دست ایلخانان مغول در ایران و آسیای مرکزی استفاده می‌شد (قرن چهاردهم میلادی).

## نگارخانه

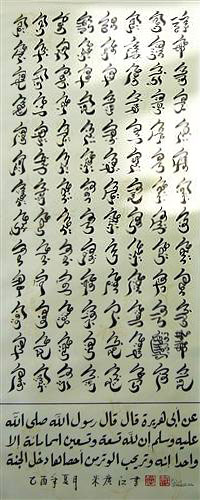
نام‌های الله به عربی و با خط سینی؛ ظاهرِ نوشته‌ها بسیار به خوشنویسی چینی شباهت دارد، به‌طوری‌که با زبان چینی اشتباه گرفته می‌شود. نوشته‌شده به‌دست حاجی نور دین.
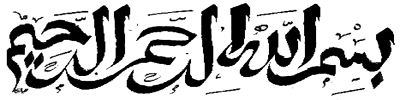
نمونه‌ای از خط سینی
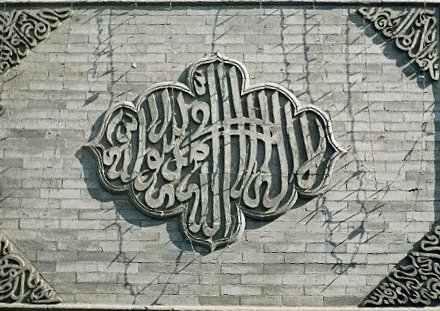
یک کتیبه در مسجد جامع شهر شی‌آن در چین
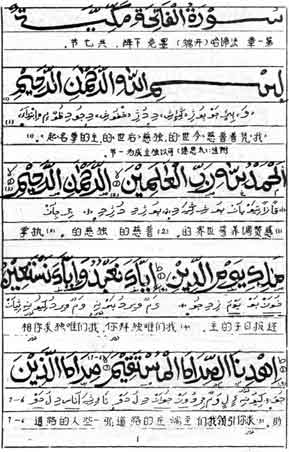
قرآن به‌همراه ترجمهٔ چینی
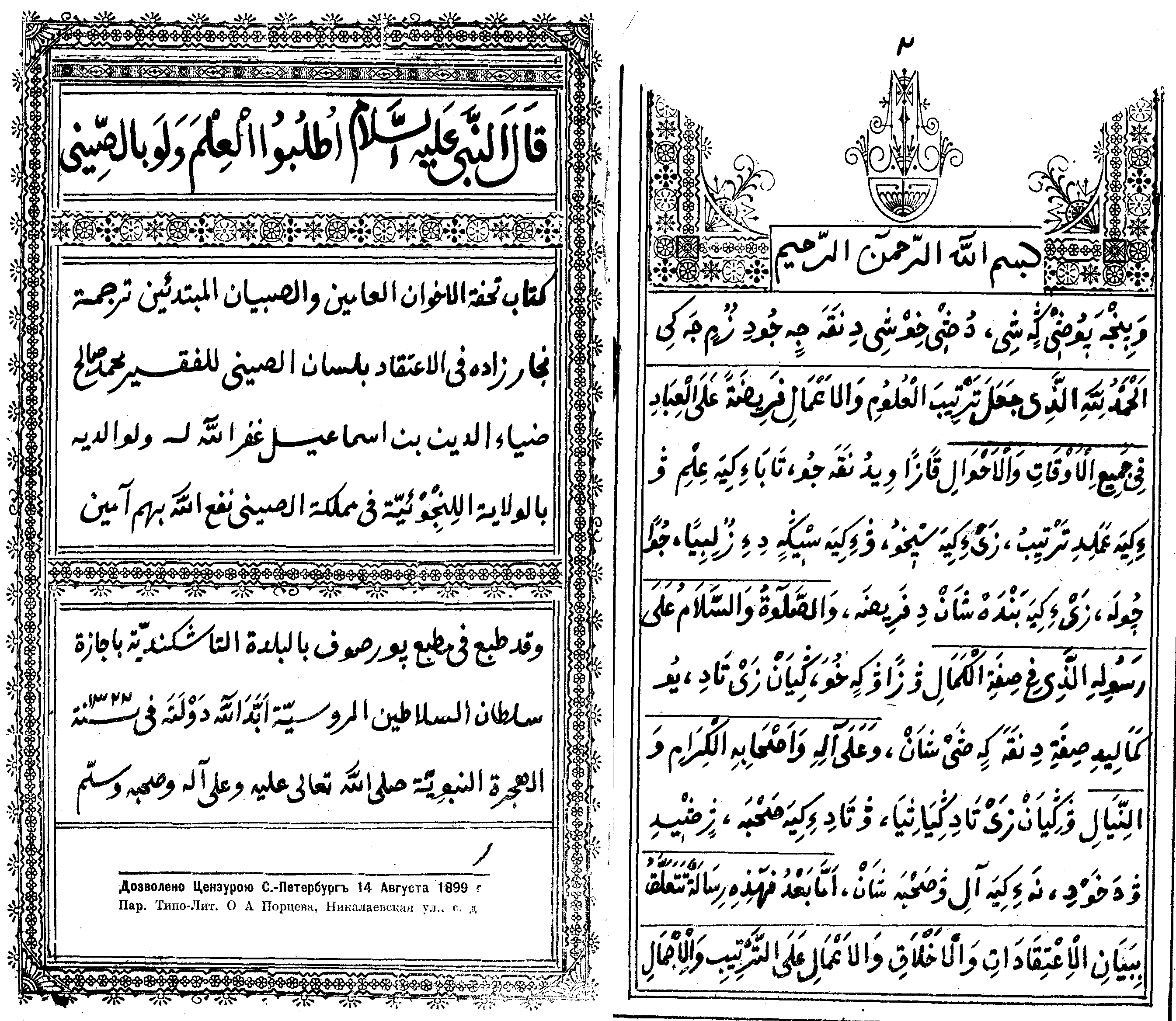
کتابی مذهبی دربارهٔ تشریفات مذهبی دین اسلام با ترجمهٔ چینی، منتشرشده در سال ۱۸۹۹ م
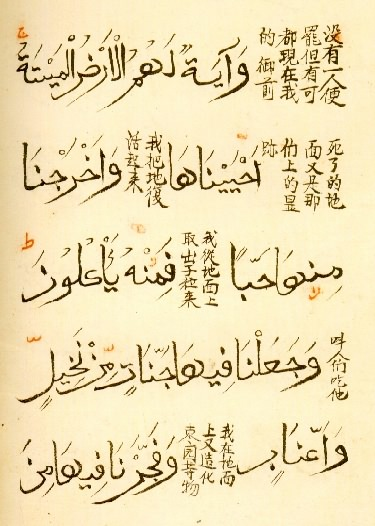
قرآنی با ترجمهٔ چینی